# Makkelijk leven
 Makkelijk leven  is het boekenweekgeschenk van 2017, geschreven door Herman Koch. Het kwam uit op 25 maart 2017, op de eerste dag van de Boekenweek, die in 2017 het thema Verboden vruchten had. De auteur verdrinkt  al schrijvende in de problematiek van de schoonvader-schoondochter relatie.

## De elf leefregels
De bezitter van dit gratis boek krijgt op pagina 94 de elf regels van de bestsellerauteur Tom Sanders. In het Boekenweekgeschenk vervlecht hij deze 11 aanbevelingen in zijn aanpak van een mogelijk probleem binnen het huwelijk van zijn zoon Stefan en schoondochter Hanna.
Regel 1 luidt:
“Probeer problemen niet altijd op te lossen door eraan te denken; vaak worden ze eerder opgelost door er niet aan te denken.”
Regel 5 luidt:
“Maak geen lijstjes”.

## Samenvatting

### De hoofdpersonen zijn
- Tom Sanders. Succesvol auteur van zelfhulpboeken. Zijn meest succesvolle heeft al meer dan 40 miljoen exemplaren verkocht en heeft dezelfde titel als het Boekenweekgeschenk maar bevat dan ook 300 pagina’s en kost 19,99. Lezers willen wel betalen voor 300 pagina’s maar niet voor een half A4'tje. Als bewijs drukt de auteur zijn half A4'tje af op pagina 94.
- Julia Sanders. Zij viert in het boek haar 59e verjaardag als vrouw van een ontzettend rijke auteur.
- Dennis Sanders is de oudste zoon. Hij geldt als suf en heeft het geluk te zijn getrouwd met de sprankelende Caitlin, met wie hij in Canada woont.
- Stefan Sanders. Papa’s oogappel en jongste zoon. Hij is getrouwd met de immer ontevreden Hanna.

### Het verhaal
Tom vertelt de lezers over het leven van de in Amsterdam wonende zeer succesvolle zelfhulpboekenschrijver. Hij vertelt overtuigend over zijn zakelijk succes. En dan komt schoondochter Hanna op de verjaardag van haar schoonmoeder aanlopen met zichtbare mishandelingssporen. 
Tom legt  zijn lezers rustig uit hoe dit probleem aan te pakken. Regel 1 komt prominent in beeld maar lopende het verhaal komen ook de andere regels aan bod. Regel 9 betrekt hij op de ontevreden schoondochter. Na een tweetal gesprekken met zoon Stefan stapt hij over tot intieme gesprekjes met de ontevreden Hanna.
De lezer is getuige hoe Tom heimelijke verlangens ontwikkelt ten aanzien van deze ontevreden Hanna. Tom krijgt op een onverwachte zondagochtend als afscheid een harde vuistslag van zijn zoon, die vervolgens met Hanna en de 2 kleinkinderen naar Australië vertrekt.
Julia gaat een aantal maanden naar Canada om haar oudste zoon en andere schoondochter te bezoeken. Tom blijft thuis op de wc eenzaam achter met prachtige stifttanden. Op deze plek krijgt hij steeds het onzinnige verlangen dat hij naar huis wil, een plaats waar hij immers al is.

## Essay
Joost Golsteyn schreef een essay over dit Boekenweekgeschenk.

## Gesprek met Herman Koch
Herman Koch vertelt over de ontstaansgeschiedenis van het boekenweekgeschenk. Het boek werd geboren toen Herman de eerste zin had.
“Ik schrijf zelfhulpboeken.”